# Rauville-la-Bigot
Rauville-la-Bigot és un municipi francès situat al departament de la Manche i a la regió de Normandia. L'any 2007 tenia 1.062 habitants.

## Demografia

### Població
El 2007 la població de fet de Rauville-la-Bigot era de 1.062 persones. Hi havia 381 famílies de les quals 58 eren unipersonals (25 homes vivint sols i 33 dones vivint soles), 153 parelles sense fills, 162 parelles amb fills i 8 famílies monoparentals amb fills.
La població ha evolucionat segons el següent gràfic:
Habitants censats

### Habitatges
El 2007 hi havia 426 habitatges, 381 eren l'habitatge principal de la família, 30 eren segones residències i 15 estaven desocupats. Tots els 414 habitatges eren cases. Dels 381 habitatges principals, 326 estaven ocupats pels seus propietaris, 47 estaven llogats i ocupats pels llogaters i 8 estaven cedits a títol gratuït; 2 tenien una cambra, 27 en tenien dues, 34 en tenien tres, 101 en tenien quatre i 217 en tenien cinc o més. 273 habitatges disposaven pel capbaix d'una plaça de pàrquing. A 148 habitatges hi havia un automòbil i a 210 n'hi havia dos o més.

### Piràmide de població
La piràmide de població per edats i sexe el 2009 era:
| Homes | Edats   | Dones |
| ----- | ------- | ----- |
| 0     | 95 o +  | 0     |
| 0     | 90 a 94 | 0     |
| 0     | 85 a 89 | 4     |
| 16    | 80 a 84 | 16    |
| 12    | 75 a 79 | 28    |
| 4     | 70 a 74 | 24    |
| 8     | 65 a 69 | 12    |
| 20    | 60 a 64 | 16    |
| 28    | 55 a 59 | 12    |
| 24    | 50 a 54 | 48    |
| 20    | 45 a 49 | 16    |
| 32    | 40 a 44 | 52    |
| 40    | 35 a 39 | 16    |
| 44    | 30 a 34 | 44    |
| 28    | 25 a 29 | 20    |
| 36    | 20 a 24 | 8     |
| 32    | 15 a 19 | 28    |
| 24    | 10 a 14 | 32    |
| 28    | 5 a 9   | 32    |
| 28    | 0 a 4   | 32    |

## Economia
El 2007 la població en edat de treballar era de 668 persones, 487 eren actives i 181 eren inactives. De les 487 persones actives 450 estaven ocupades (256 homes i 194 dones) i 36 estaven aturades (13 homes i 23 dones). De les 181 persones inactives 65 estaven jubilades, 49 estaven estudiant i 67 estaven classificades com a «altres inactius».

### Ingressos
El 2009 a Rauville-la-Bigot hi havia 402 unitats fiscals que integraven 1.138,5 persones, la mediana anual d'ingressos fiscals per persona era de 17.309 €.

### Activitats econòmiques
Dels 18 establiments que hi havia el 2007, 1 era d'una empresa alimentària, 5 d'empreses de construcció, 7 d'empreses de comerç i reparació d'automòbils, 1 d'una empresa de transport, 3 d'empreses de serveis i 1 d'una empresa classificada com a «altres activitats de serveis».
Dels 9 establiments de servei als particulars que hi havia el 2009, 1 era una oficina de correu, 1 funerària, 1 taller de reparació d'automòbils i de material agrícola, 2 paletes, 1 guixaire pintor, 1 lampisteria, 1 electricista i 1 perruqueria.
Dels 6 establiments comercials que hi havia el 2009, 1 era una botiga de més de 120 m², 1 una botiga de menys de 120 m², 1 una fleca, 1 una peixateria, 1 una botiga de roba i 1 una joieria.
L'any 2000 a Rauville-la-Bigot hi havia 33 explotacions agrícoles que ocupaven un total de 1.292 hectàrees.

## Equipaments sanitaris i escolars
El 2009 hi havia 2 escoles elementals.

## Poblacions més properes
El següent diagrama mostra les poblacions més properes.